# گیاهان علفی آنلاین جهان
گیاهان علفی آنلاین جهان (به انگلیسی: The Online World Grass Flora ، یا GrassBase)،پایگاه داده‌ای  مبتنی بر وب از گیاهان است که توسط باغ‌های گیاه‌شناسی پادشاهی، کیو اداره می‌شود.
نویسندگی آن به عهدهٔ  دابلیو.دی. کلایتون،ام.اس.ورونتسوا،کی.تی. هارمن و ایچ.ویلیامسون است.